# جيمس توماس (لاعب كرة قدم)
جيمس توماس (بالإنجليزية: James Thomas)‏ (16 يناير 1979 بسوانزي في المملكة المتحدة - ) هو لاعب كرة قدم بريطاني في مركز الهجوم. لعب مع بلاكبيرن روفرز وسوانزي سيتي وشيفيلد يونايتد ونادي بريستول روفيرز ونادي بلاكبول ونادي سانت إيلي تاون ووست بروميتش ألبيون وDandenong Thunder SC ‏.

## وصلات خارجية
- جيمس توماس على موقع قاعدة بيانات كرة القدم.إي يو (الإنجليزية)
- جيمس توماس على موقع Soccerbase.com (لاعب) (الإنجليزية)